# Hitmixes
A Hitmixes Lady Gaga amerikai énekesnő második középlemeze (vagy EP-albuma). Csak Kanadában jelent meg, 2009. augusztus 25-én. A 2008-ban megjelent The Fame című debütáló albumán található legnagyobb slágereiből összesen hét remixet tartalmaz. A középlemezt pozitívan értékelte a Calgary Herald napilap, és a nyolcadik volt a legjobb helyezése a kanadai albumeladási listán.

## Háttér és megjelenés
Lady Gaga 2008. augusztus 19-én jelentette meg The Fame címmel debütáló nagylemezét. Az albumról összesen öt kislemez jelent meg. Ezek megjelenés szerint sorba rendezve a következők: Just Dance, Poker Face, Eh, Eh (Nothing Else I Can Say), LoveGame és Paparazzi. Az Eh, Eh (Nothing Else I Can Say) Észak-Amerikában nem jelent meg kislemezként, és a Hitmixes-re sem került fel egyik remixváltozata sem. A többi négy kislemez mindegyike a legjobb három közé került a Kanadai Hot 100 kislemezlistán. Az album címadó The Fame című dalából készült remix szintén felkerült a középlemezre. Gaga egyik fő producere, RedOne az énekesnő Just Dance című debütáló kislemezéből készített remixet. A Hitmixes-en szereplő további feldolgozásokat a Robots to Mars, Chew Fu, Space Cowboy, Moto Blanco és Guéna LG készítették. A Hitmixes 2009. augusztus 25-én csak Kanadában jelent meg CD formátumban az Universal Music Canada kiadónál.

## Fogadtatás
Mivel a Hitmixes csak Kanadában jelent meg, így kevés jelentős forrásból származó kritika jelent meg hozzá kapcsolódóan. A Calgary Herald kanadai napilap pozitív minősítésben részesítette a középlemezt. A Hitmixes 2009. szeptember 12-én a nyolcadik helyen debütált a hivatalos kanadai albumeladási listán, mely későbbi legjobb pozíciója is volt egyben. A következő héten a tizenhatodik helyre esett vissza, utolsó szereplése pedig a huszonharmadik volt a listán.

## Számlista
|    | Cím                                                               | Szerző(k)                        | Producer(ek)   | Hossz |
| -- | ----------------------------------------------------------------- | -------------------------------- | -------------- | ----- |
| 1. | LoveGame (Chew Fu Ghettohouse Fix) (közreműködött Marilyn Manson) | Lady Gaga, RedOne                | Chew Fu        | 5:21  |
| 2. | Poker Face (Space Cowboy Remix)                                   | Lady Gaga, RedOne                | Space Cowboy   | 4:54  |
| 3. | Just Dance (RedOne Remix) (közreműködött Kardinal Offishall)      | Lady Gaga, RedOne, Aliaune Thiam | RedOne         | 4:19  |
| 4. | Paparazzi (Moto Blanco Remix) (rádió változat)                    | Lady Gaga, Rob Fusari            | Moto Blanco    | 4:06  |
| 5. | The Fame (Glam as You Remix) (rádió változat)                     | Lady Gaga, Martin Kierszenbaum   | Guéna LG       | 3:56  |
| 6. | Just Dance (Robots to Mars Mix)                                   | Lady Gaga, RedOne, Thiam         | Robots to Mars | 4:38  |
| 7. | LoveGame (Robots to Mars Remix)                                   | Lady Gaga, RedOne                | Robots to Mars | 3:14  |

## Közreműködők
- Jon Cohen – billentyűs hangszer
- Rob Fusari – szerző
- D. Harrison – számítógép generálta hangok, producer, remix
- Vincent Herbert – ügyvezető producer, A&R
- Martin Kierszenbaum – szerző, remix, A&R
- Lady Gaga – szerző
- Moto Blanco – számítógép generálta hangok, producer, remix
- Robert Orton – hangkeverés
- Simon Paul – dizájn
- RedOne – szerző
- A. Smith – számítógép generálta hangok, producer, remix
- Aliaune "Akon" Thiam – szerző
- Tony Ugval – hangmérnök

Forrás:

## Fordítás
- Ez a szócikk részben vagy egészben  a   Hitmixes című angol Wikipédia-szócikk fordításán alapul.  Az eredeti cikk szerkesztőit annak laptörténete sorolja fel. Ez a jelzés csupán a megfogalmazás eredetét és a szerzői jogokat jelzi, nem szolgál a cikkben szereplő információk forrásmegjelöléseként.